# Repatriación
Repatriación è un centro abitato del Paraguay, situato nel dipartimento di Caaguazú a 199 km dalla capitale del paese, Asunción. Forma uno dei 21 distretti del dipartimento.

## Popolazione
Al censimento del 2002 la località contava una popolazione urbana di 2.177 abitanti (29.503 nell'ampio distretto).

## Caratteristiche
Formatasi come municipio nel 1974, Repatriación (in italiano significa “Rimpatrio”) deve il suo nome al fatto di essere stata fondata da diverse famiglie tornate in Paraguay dopo anni passati all'estero. L'attività preponderante nel distretto è l'agricoltura, votata specialmente alla coltivazione del cotone.